# Phacelia vossii
Phacelia vossii är en strävbladig växtart som beskrevs av Atwood. Phacelia vossii ingår i Faceliasläktet som ingår i familjen strävbladiga växter. Inga underarter finns listade i Catalogue of Life.